# Natalia Guérbulova
Natalia Guérbulova –en ruso, Наталья Гербулова– (Perm, 17 de octubre de 1995) es una deportista rusa que compite en biatlón. Ganó una medalla de bronce en el Campeonato Europeo de Biatlón de 2022, en la prueba individual.

## Palmarés internacional
| Campeonato Europeo | Campeonato Europeo | Campeonato Europeo | Campeonato Europeo |
| Año                | Lugar              | Medalla            | Prueba             |
| ------------------ | ------------------ | ------------------ | ------------------ |
| 2022               | Arber (Alemania)   | Medalla de bronce  | Individual         |